# لتوونیک
لتوونیک (به بلغاری: Letovnik) یک منطقهٔ مسکونی در بلغارستان است که در شهرستان مومچیلگراد واقع شده‌است.